# Поручник фрегате
Поручник фрегате је у Војсци Србије и у армијама већине земаља чин официра за старешине на положају командира чете бродова. У већини армија највиши је чин нижих, трупних официра. Представља једно од најстаријих и најпостојаних чинова у већини војски у свету, који означава одређен ниво у војној хијерархији, са одговарајућин формацијским положајем и функцијом. 
Током Народноослободилачког рата у НОВ и ПОЈ уведен је 1946. године и звао се поручник 2. ранга по угледу на Црвену армију. 1955. назив му је преименован у садашњи и као такав постојао је и у Југословенској народној армији, Војсци Југославије и Војсци Србије и Црне Горе.
У копненој војсци чин капетана одговара чину капетана.

## Галерија
- Наруквна ознака
поручника фрегате у војсци Краљевине СХС / Краљевине Југославије
- Еполета поручника фрегате у војсци Краљевине Срба, Хрвата и Словенаца / Краљевине Југославије
- Еполета поручника фрегате ЈНА, Војске Југославије и Војске Србије и Црне Горе